# Lasioglossum exoneuroides
Lasioglossum exoneuroides är en biart som först beskrevs av Rayment 1953.  Lasioglossum exoneuroides ingår i släktet smalbin, och familjen vägbin. Inga underarter finns listade i Catalogue of Life.

## Bildgalleri

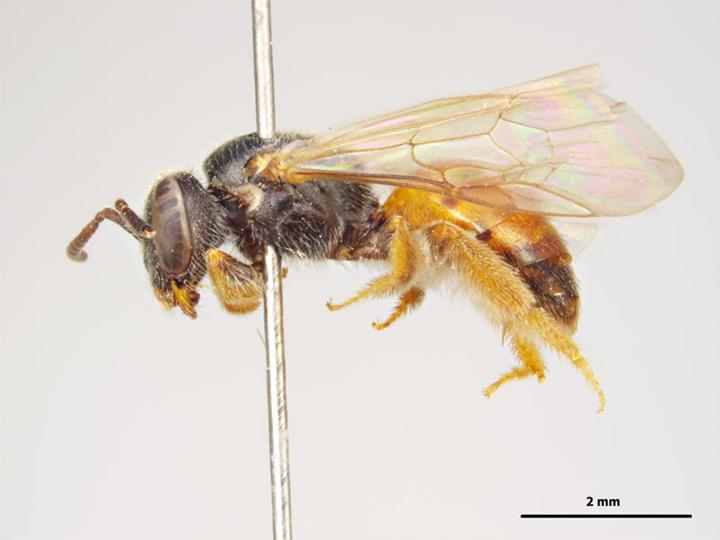
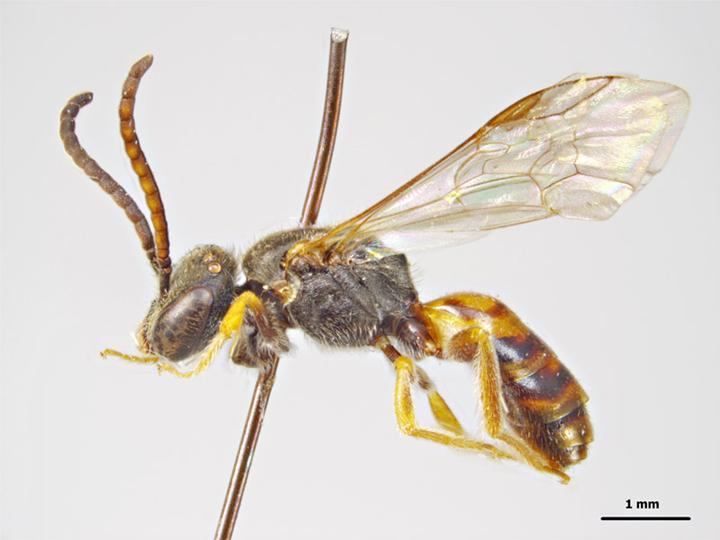